# Viscosia paralinstowi
Viscosia paralinstowi är en rundmaskart som beskrevs av Benjamin G. Chitwood 1937. Viscosia paralinstowi ingår i släktet Viscosia och familjen Oncholaimidae. Inga underarter finns listade i Catalogue of Life.